# Gruna (Wesenitz)
Die Gruna ist ein rechter Nebenfluss der Wesenitz und der Dorfbach von Rammenau.
Sie entspringt im Waldgebiet am südlichen Fuße des Hochsteins bei Rammenau, rund 300 Meter vor ihrem Eintritt in den Grubenteich (2,5 ha), nahe der Bundesautobahn A4 und in der Nähe der Quelle der Großen Röder.

## Verlauf
Die Gruna durchquert den Ort Rammenau in südöstlicher Richtung und speist dabei drei weitere zu Beginn des 17. Jahrhunderts angelegte Teiche, nämlich Waldscheiben- oder Mittelteich (5 ha), Ober- oder Brettmühlenteich (10 ha) und Nieder- oder Mühlteich (15 ha). Nach Verlassen des Rammenauer Dorfgebiets schwenkt ihr Lauf nach Südwesten, sie durchfließt Grünland und erreicht an Waldesrändern entlang das Frankenthaler Beigut, später Frankenthal und schließlich Großharthau. Nach ungefähr elf Kilometern unterquert sie hier die Bundesstraße 6 und mündet im Großharthauer Park in die Wesenitz.

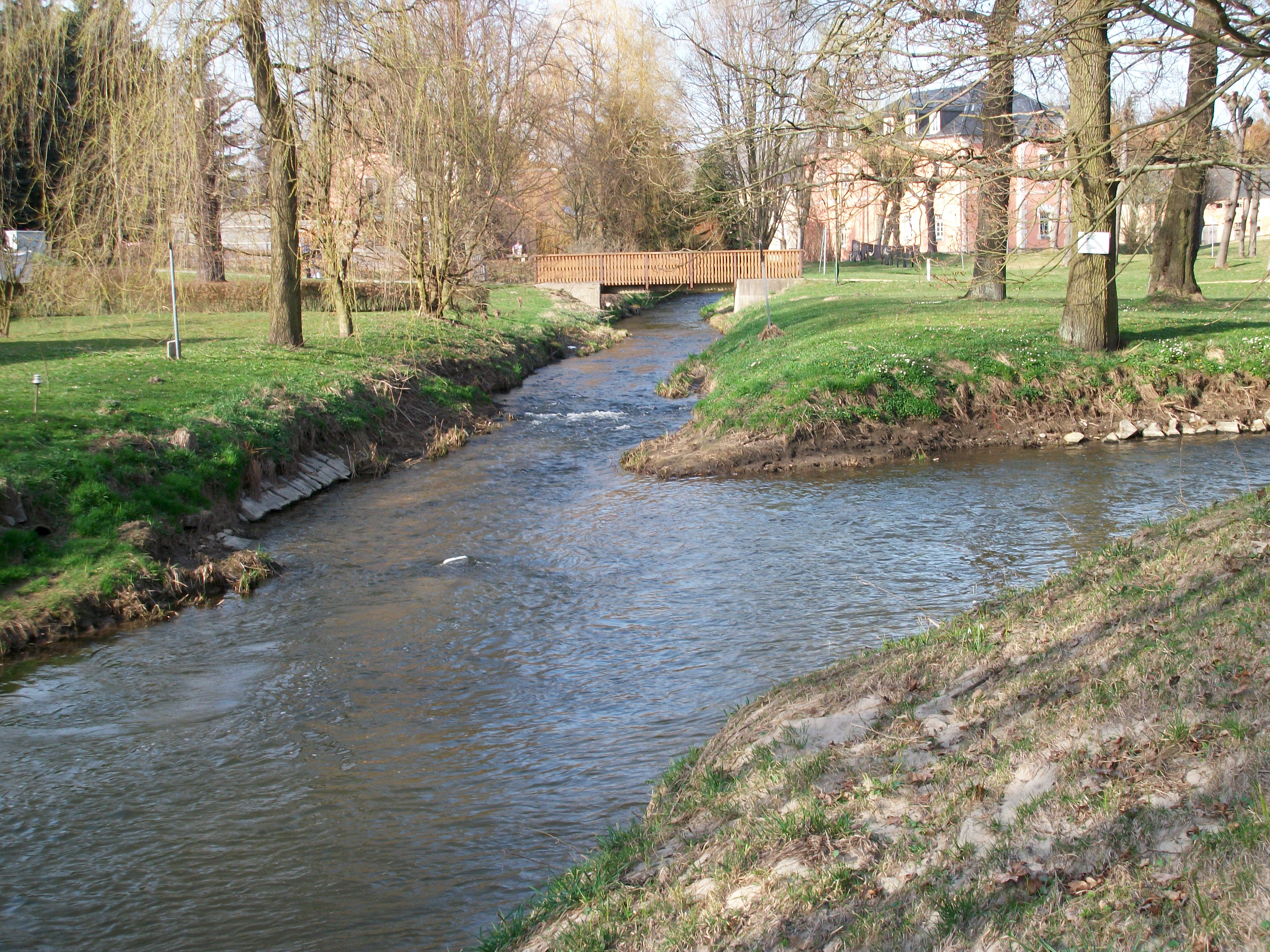
Mündung in die im Bild von rechts kommende Wesenitz im Großharthauer Park

Auf ihrem Weg nimmt sie das Wasser der Bäche Kreuzwasser (aus Richtung Butterberg) und Ramnitz (aus Richtung Hauswalde) sowie des Frankenthaler Dorfbaches auf und entwässert auch Teile Goldbachs.
Der Bach ist immer wieder in kleineren Abschnitten begradigt, nur zwischen dem Frankenthaler Beigut und Frankenthal befindet sich noch ein naturbelassener Abschnitt. Die Flussauen außerhalb der Ortschaften dienen teilweise als natürliches Überschwemmungsgebiet dem Hochwasserschutz.

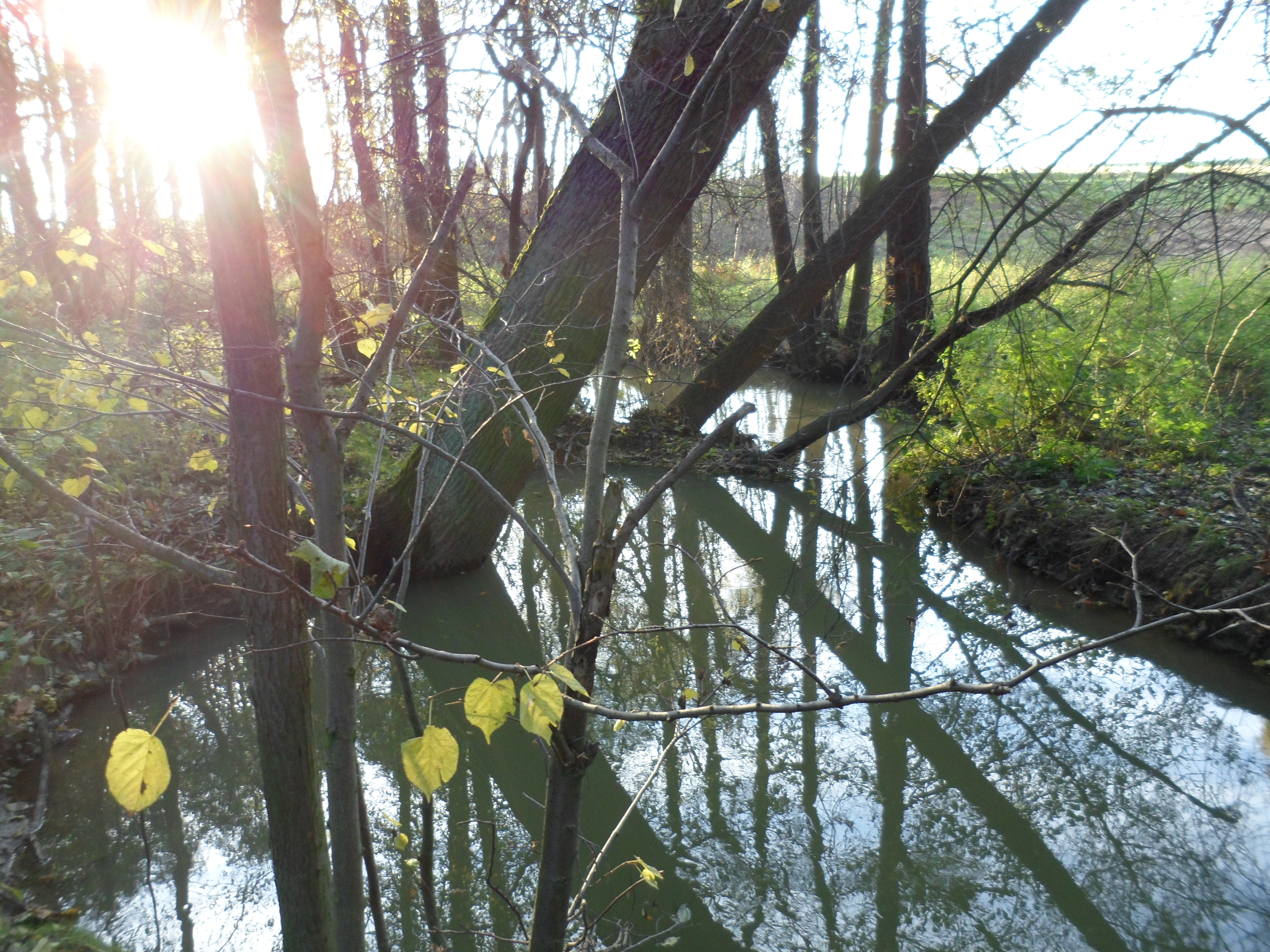
Naturbelassener Abschnitt vor Frankenthal

## Geschichte
Früher markierte die Gruna zwischen Frankenthal und dem heutigen Niederteich in Rammenau den von der Quelle der Schwarzen Röder kommenden Grenzverlauf zwischen der Oberlausitz und dem Bistum Meißen.
Der Bach trieb außerdem bis zu sieben Mahl- und Schneidemühlen an, deren Baulichkeiten nur noch teilweise vorhanden sind. In Rammenau lagen unterhalb des Waldscheibenteiches die Hofe- oder Schlangenmühle, am Oberteich die Brettmühle und am Niederteich die Niedermühle. Auf halber Strecke zwischen Rammenau und Frankenthal befand sich im Bereich der Grenze zu Goldbach die schon Anfang des vorigen Jahrhunderts abgebrannte Grunamühle. Die Frankenthaler Mühlen waren die auf dem Beigut errichtete Beigutmühle (zeitweilig auch mit Schneidebetrieb), im Niederdorf Hustes Mühle und nahe der Grenze zu Großharthau Hartmanns Mühle.